# Желакур
Желаку́р (фр. Gélacourt) — коммуна во французском департаменте Мёрт и Мозель региона Лотарингия. Относится к кантону Баккара.

## География

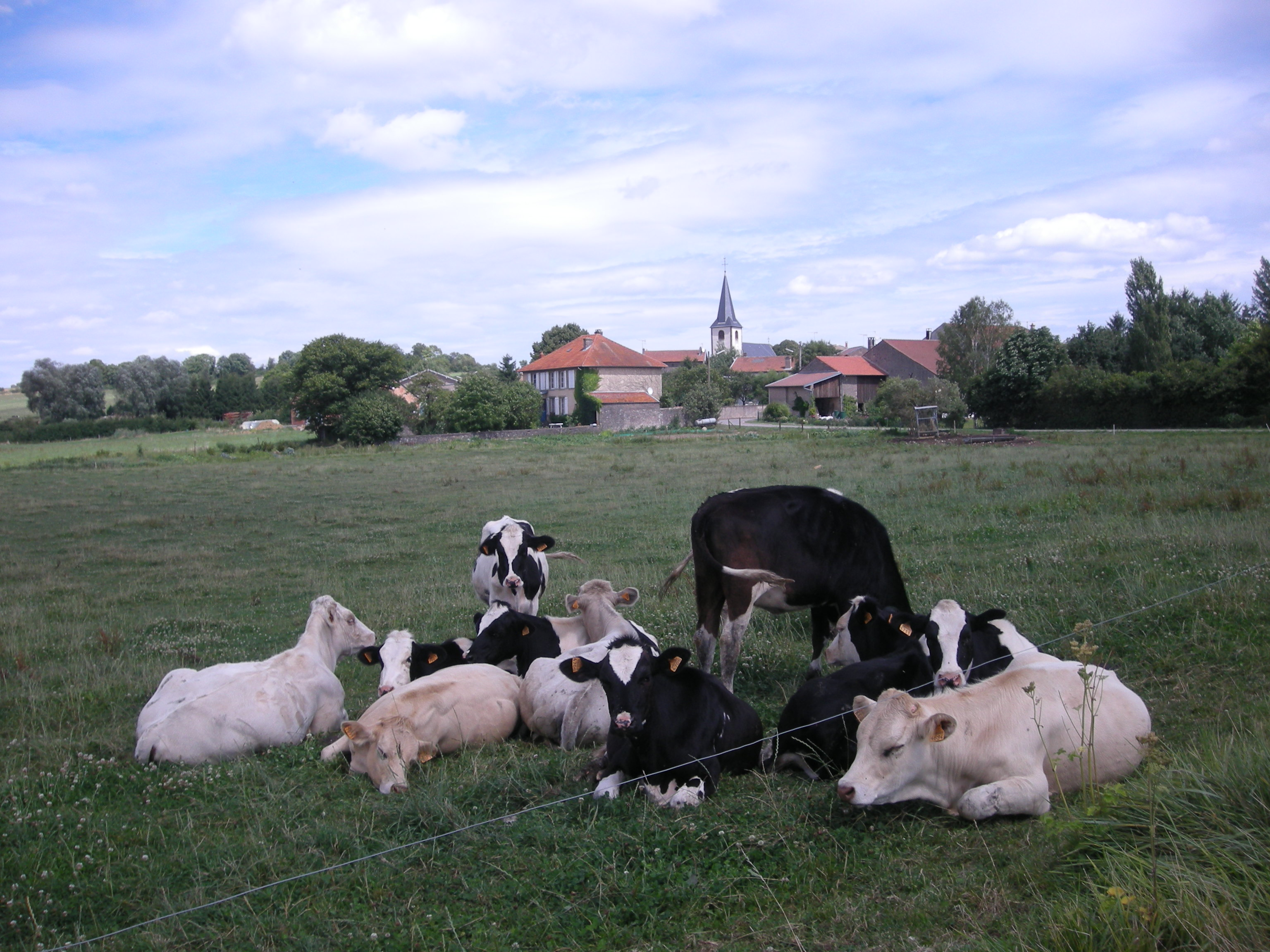
Вид на Желакур.

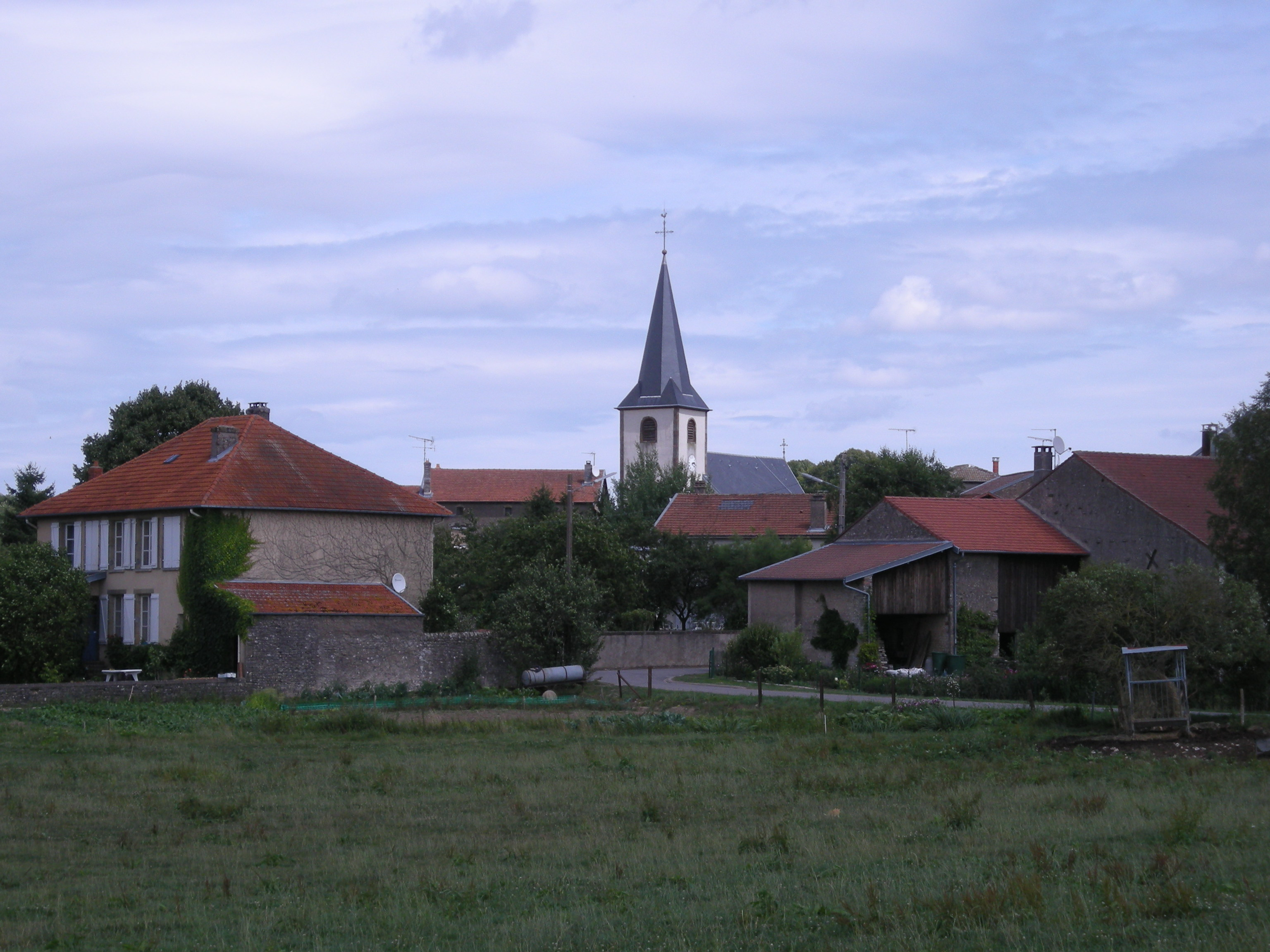
Церковь Желакура.

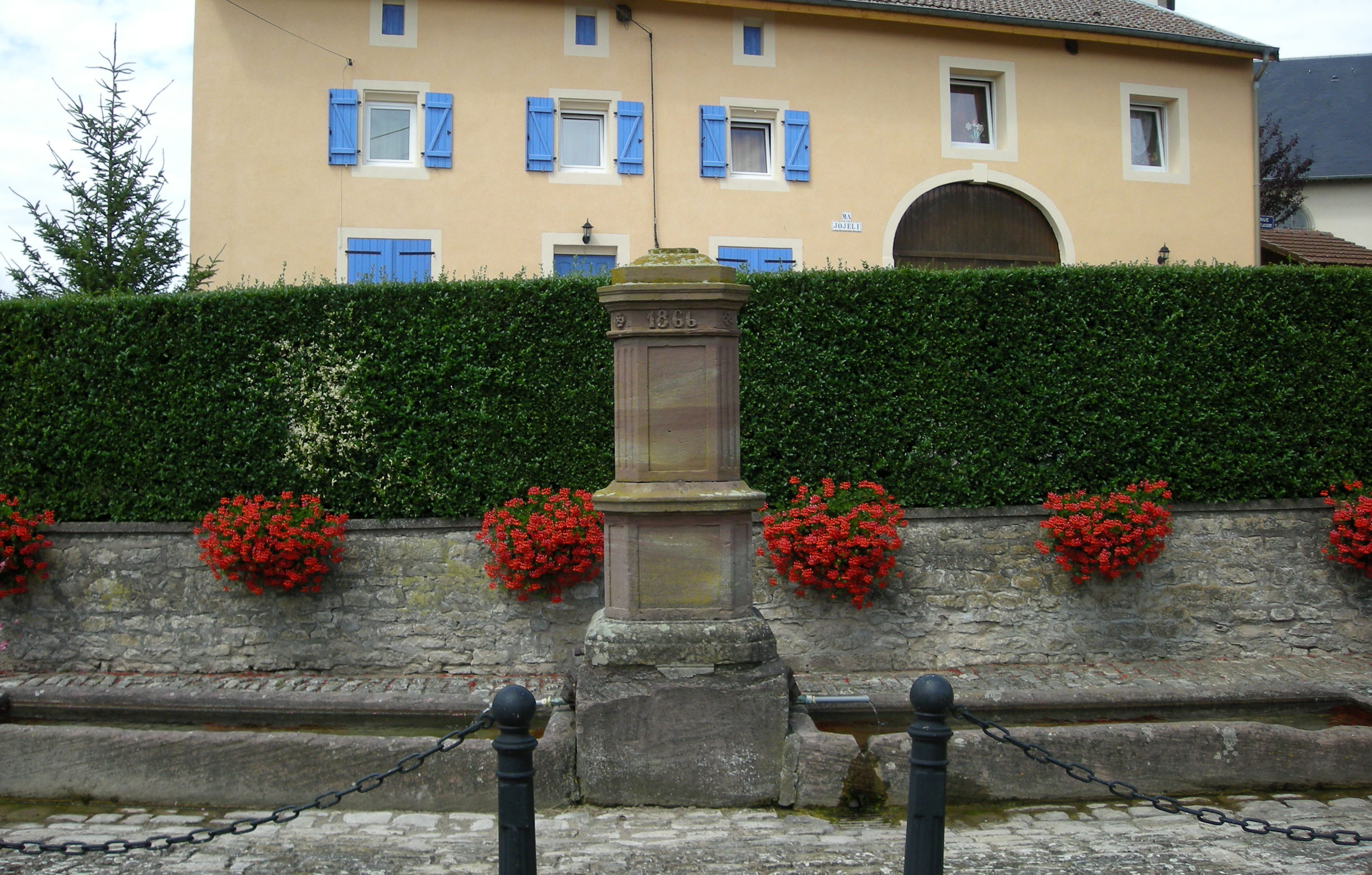
На улице Желакура.

Желакур расположен в 50 км к юго-востоку от Нанси. Соседние коммуны: Брувиль на северо-востоке, Мервиллер на востоке, Баккара на юге, Глонвиль на западе, Азерай на северо-западе.

## Демография
Население коммуны на 2010 год составляло 161 человек.
| 1962 | 1968 | 1975 | 1982 | 1990 | 1999 | 2010 |
| ---- | ---- | ---- | ---- | ---- | ---- | ---- |
| 113  | 119  | 123  | 150  | 181  | 149  | 161  |

## Экономика
Основным видом экономической деятельности коммуны является животноводство, главным образом выращивание крупного рогатого скота.

## Достопримечательности
- Церковь XVIII века с приделом XVI века.
- Часовня Сен-Катрин XVII века.
- Многочисленные жилые дома XVIII века.